# Accademia teatrale statale ciuvascia
L'Accademia teatrale statale ciuvascia o Teatro Konstantín Vasíl'evič Ivanóv è il più antico teatro della Ciuvascia, anche se fondato a Kazan' (Tatarstan) nel 1918 dall'attore Ioakim Stepanovič Maksimov-Koškinskij.

## Direttore artistico
Il direttore artistico è Valerij Nikolaevič Jákovlev.

## Cast storico
- Vera Kuz’minična Kuz’mina
- Nina Mihajlovna Jakovleva
- Nadežda Mefod’evna Kirillova
- Arkadij Alekseevič Andreev
- Valerij Nikolaevič Jakovlev
- Irina Vasil’evna Ver’jalova
- Aleksandr Oskarovič Demidov
- Arsentij Valerianovič Dimitriev
- Nina Il’inična Grigor’eva
- Nadežda Alekseevna Zubkova